# Abraxas lugubris
Abraxas lugubris là một loài bướm đêm trong họ Geometridae.